# Liste der Monuments historiques in Montigny-sur-Vence
Die Liste der Monuments historiques in Montigny-sur-Vence führt die Monuments historiques in der französischen Gemeinde Montigny-sur-Vence auf.

## Liste der Objekte
| Bezeichnung      | Beschreibung          | Standort                      | Kennzeichnung | Schutzstatus | Datum | Bild |
| ---------------- | --------------------- | ----------------------------- | ------------- | ------------ | ----- | ---- |
| Skulptur Madonna | Holz, 15. Jahrhundert | in der Kirche St-Brice (Lage) | PM08000325    | Classé       | 1933  |      |